# 煙霧

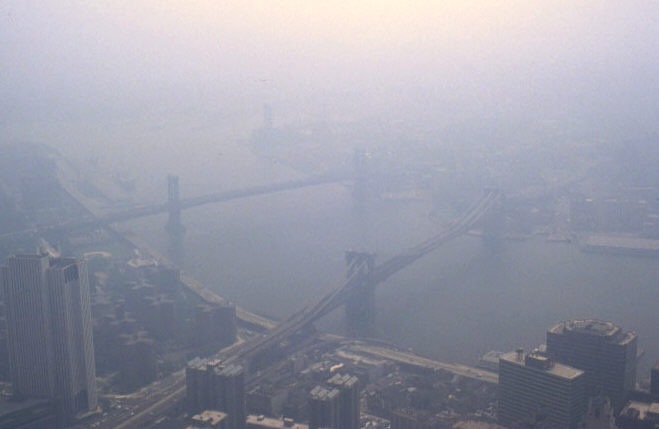
煙霧籠罩下的紐約

煙霧（英語：smog）是一种空氣污染现象。這個詞的原意是指在英國倫敦有時別稱「豌豆汤雾」的烟霞，是倫敦從19世紀到20世紀中期的嚴重問題。這種煙霧是在城市內燃燒大量的煤所造成；這種煙霧中包含有煙、二氧化硫和其他成分組成的煤煙微粒。現代煙霧，例如在洛杉磯發現的煙霧，是一種來源於從机动车内燃机排放的懸浮粒子造成的空氣污染，和工業廢氣在大氣中與陽光反應形成的二次污染物，結合初級排放形成光化學煙霧。

## 词源
英文的 "smog" 的来源为1905年亨利·安东尼·德辅在参加公共健康会议上递交的报告《霧與煙》（Fog and Smoke），第一次使用了词汇 "smog" 来指代“霾”。1905年7月26日伦敦报纸《每日画报》引用了德辅的话，“他说不用科学就可以看见大城市中产生了些以前没有的东西，就是烟雾（Smog）。”第二天，报纸称“德辅博士为公共做了贡献，为伦敦雾制造了新词。”1983年1月19日《洛杉矶时报》在文章中使用了霾一词，并将其归功于“一位机智的英国作家。”

## 光化学烟雾
此概念最早在1950年代由学者们提出。光化学烟雾包括以下几种污染物：
- 氮氧化物，如二氧化氮
- 对流层臭氧
- 挥发性有机化合物（volatile organic compound, VOC）
- 过氧乙酰硝酸酯（PAN）
- 醛

## 受影响地区

### 伦敦

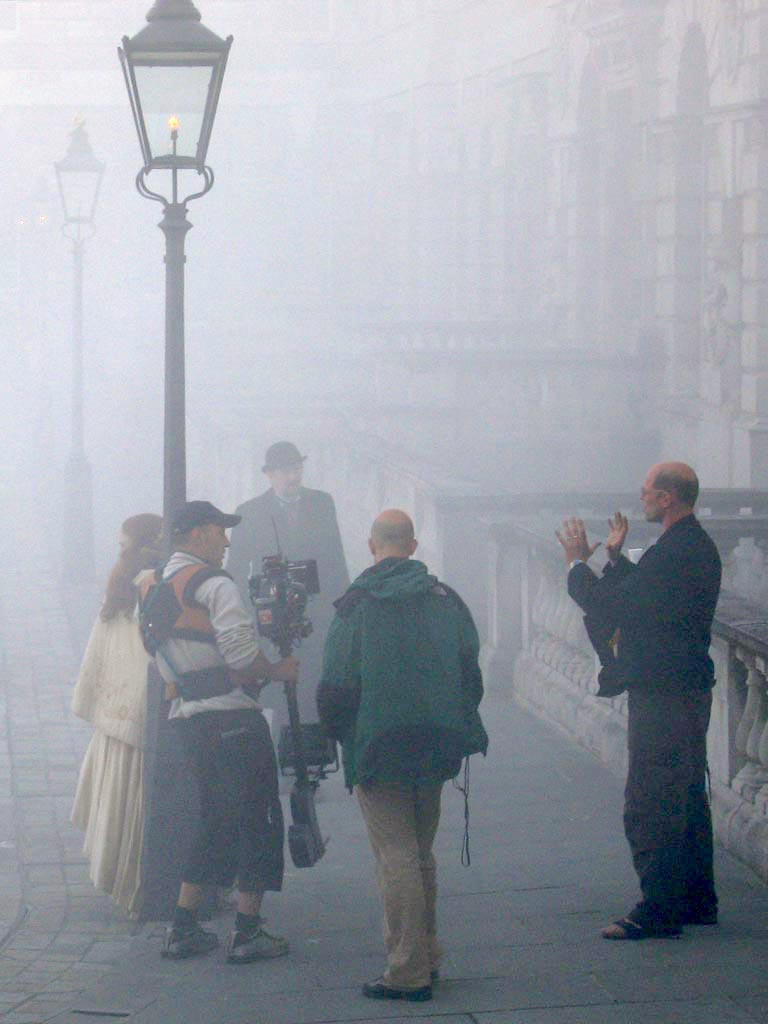
維多利亞時代的倫敦臭名昭著的厚厚的大霧，事實上，往往是重新建立（在這裡）添加一個時期的古裝戲的神秘氣息。

英国首都伦敦从罗马帝国时期就曾经有烟雾污染。早在1273年，英王爱德华一世就曾经临时禁止在城内燃烧煤炭。工业革命之後，这一现象更加严重。1952年伦敦发生主要成分为二氧化硫的特大烟雾，城内暗无天日，并在数日内导致数千人因呼吸道感染死亡。于是英国随即通过了1956年清潔空氣法令，在首都设立无烟区。时至今日，工业污染造成的烟雾已经永远从伦敦城消失。不过交通污染造成的烟雾仍然有发生。

### 墨西哥城

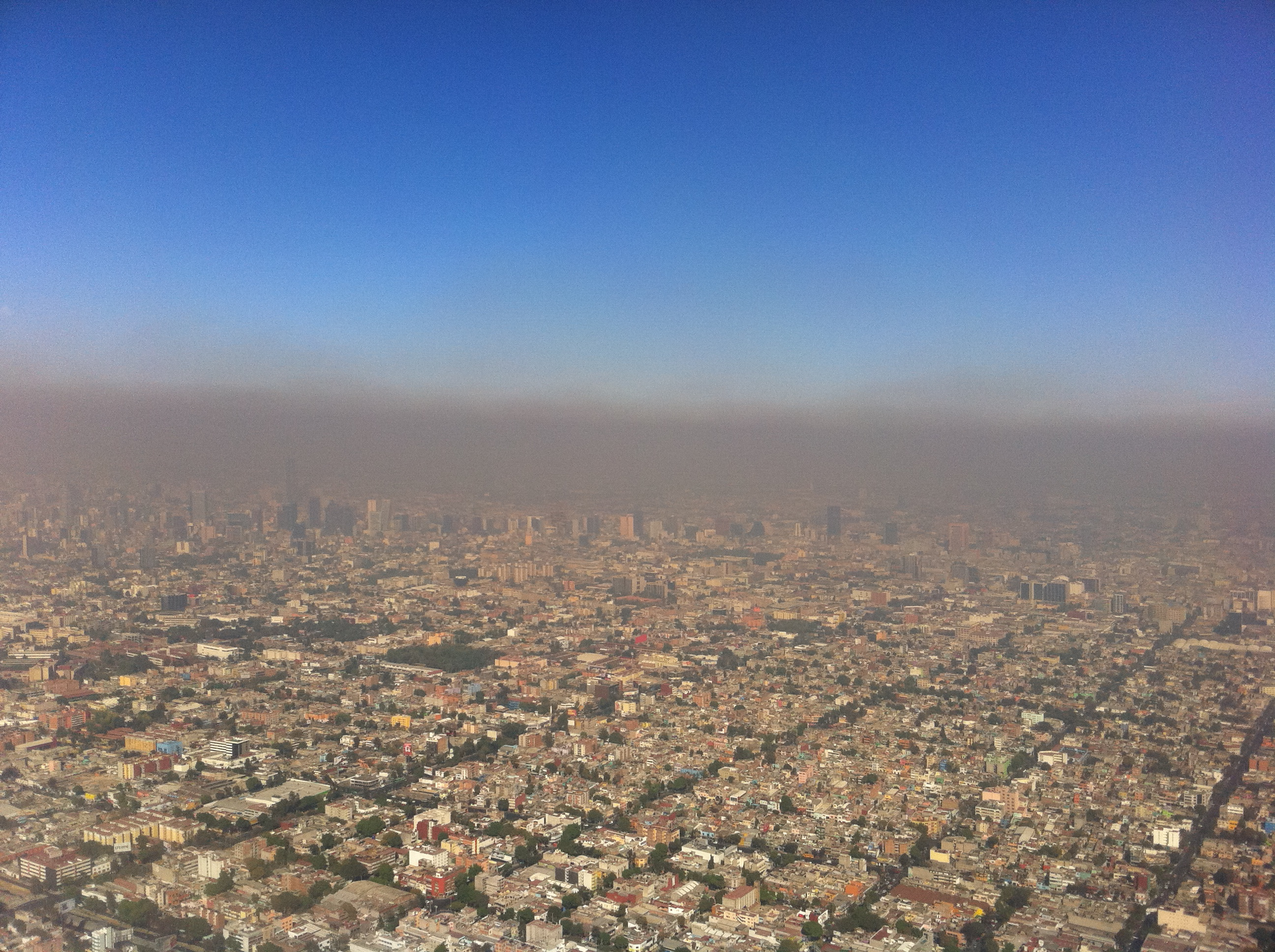
煙霧籠罩墨西哥城

由於墨西哥城的位置是在一個碗型高地，冷空氣下降到墨西哥城的市區，將工業和交通所造成的污染困於其中，令墨西哥城成為拉丁美洲中最受煙霧困擾的城市。該城市的二氧化氮污染為國際標準的二至三倍。

### 列日
1930年12月1到5日，比利时默兹河沿岸城市列日，有60人因為煙霧、霧霾和空氣污染而死亡。

### 德黑兰
據估計，每年伊朗德黑蘭有超過5000人因為空氣污染而死亡，學校和政府部門為減低交通流量而關閉。專家認為造成煙霧污染的主因為該市的300萬台車中，大部份並沒有安裝現代汽車排氣系統應有的觸媒轉換器。

### 多諾拉
1948年10月，美國賓夕法尼亞州多諾拉因為空氣污染，有20人死亡，約6000人感到不適。

### 東南亞地區

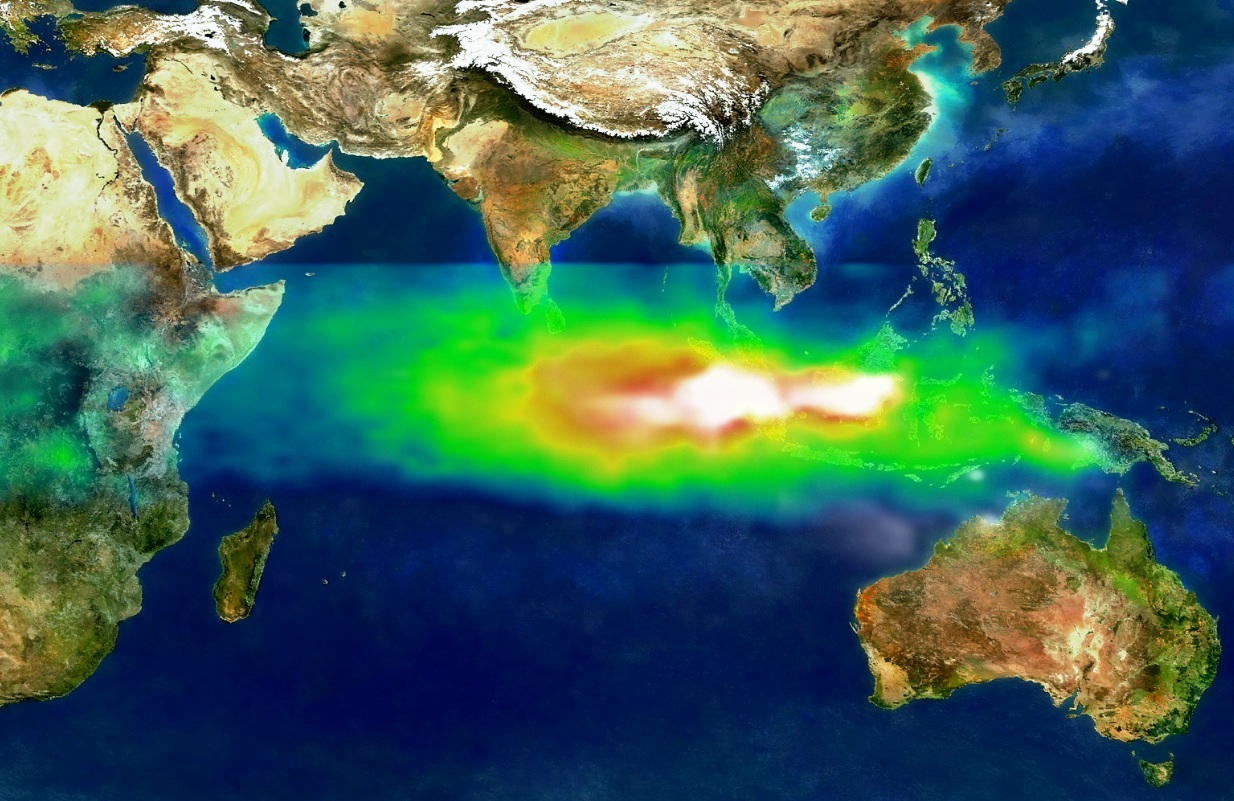
1997年10月的東南亞空氣污染情況

1997年，由於印度尼西亞發生森林大火，導致煙霧蔓延至東南亞各國，甚至南亞與非洲。其中作為鄰國之一的馬來西亞受到其嚴重影響，其中砂拉越古晉市空氣污染指數一度達到800度。

#### 馬來西亞

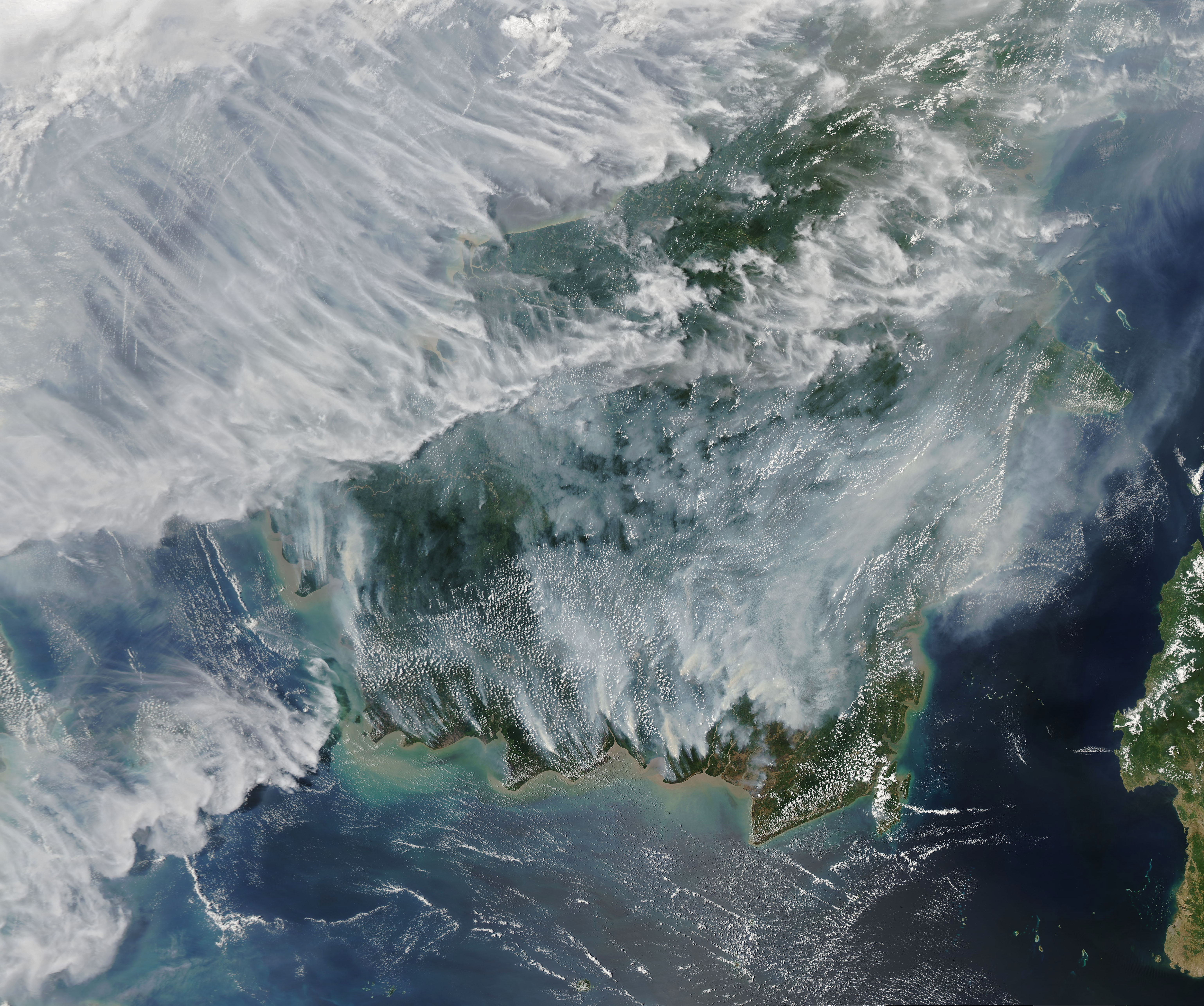
NASA公布的霧害衛星圖

2019年9月初，印度尼西亞因為大量砍伐森林并用火耕開墾荒地而造成印度尼西亞至許多東南亞國家空氣污染，其中印度尼西亞當地污染最嚴重。造成太陽因瑞利散射而呈現紅色，且已有2人因為煙霧窒息而死。200人因火耕而被印度尼西亞當地政府逮捕。

## 健康影響
在早期人們並不認為煙霧是有毒的，19世紀的工業家和中產階級，都認為煙霧是進步的代價，當時有歷史學家認為煙霧是「一個必要而且無害的自然結果」。直到1952年，人們對煙霧的認知並沒有多大提高，當年12月5到9日期間，英國倫敦被煙霧籠罩，比正常情況下死亡人數多約3000人，是平時的3倍。英國衛生部將過多的死亡人數歸咎於流感疫情，而1953年頭三個月意外死亡人數是流感死亡人數的7倍。
因應煙霧中的污染物而定，從而反映對生物身體造成的呼吸道疾病、敏感或哮喘病發的影響程度。如煙霧當中含有毒金屬致癌物，大量吸收可增加致癌風險。

## 自然界产生的烟雾
- 北极烟霞
- 喷发的火山會釋放大量的二氧化硫和灰，兩者都可以产生烟雾。